# Александр Томов
Александр Лазаров Томов (болг. Александър Лазаров Томов; нар. 3 квітня 1949, село Склаве, Благоєвградська область) — болгарський борець греко-римського стилю, п'ятиразовий чемпіон світу, п'ятиразовий чемпіон, дворазовий срібний та бронзовий призер чемпіонатів Європи, чемпіон Універсіади, триразовий срібний призер Олімпійських ігор.

## Життєпис
Боротьбою почав займатися з 1966 року.
Виступав за спортивні клуби «Спартак» Софія та «Левський Спартак» Софія. Тренер — Веселін Маринов.
Александр Томов переміг на п'яти з шести чемпіонатів світу, в яких брав участь. Однак на всіх трьох Олімпіадах зупинявся за крок до чемпіонського титулу. Весь час йому не давали стати олімпійським чемпіоном радянські борці. У 1972 році це був росіянин Анатолій Рощин, а к 1976 та 1980 роках — українець Олександр Колчинський. Хоча у п'яти фіналах чемпіонатів світу з шести він перемагав спортсменів із СРСР, з них двічі Олександра Колчинського і один раз Анатолія Рощина.
Працював тренером. Серед його підопічних чемпіон світу та Європи, срібний призер Олімпіади Живко Вангелов.
Він є членом правління Федерації боротьби Болгарії.

## Відзнаки
Володар золотого поясу «Нікола Петров» 1972 року.
Почесний громадянин Софії (1997).
У 2005 році введений до Всесвітньої Зали слави Міжнародної федерації об'єднаних стилів боротьби.

## Спортивні результати на міжнародних змаганнях

### Виступи на Олімпіадах
| Змагання                    | Збірна   | Вагова категорія                     | Місце  |
| --------------------------- | -------- | ------------------------------------ | ------ |
| Літні Олімпійські ігри 1972 | Болгарія | греко-римська боротьба, понад 100 кг | Срібло |
| Літні Олімпійські ігри 1976 | Болгарія | греко-римська боротьба, понад 100 кг | Срібло |
| Літні Олімпійські ігри 1980 | Болгарія | греко-римська боротьба, понад 110 кг | Срібло |

### Виступи на Чемпіонатах світу
| Змагання                        | Збірна   | Вагова категорія                     | Місце  |
| ------------------------------- | -------- | ------------------------------------ | ------ |
| Чемпіонат світу з боротьби 1970 | Болгарія | греко-римська боротьба, понад 100 кг | 6      |
| Чемпіонат світу з боротьби 1971 | Болгарія | греко-римська боротьба, понад 100 кг | Золото |
| Чемпіонат світу з боротьби 1973 | Болгарія | греко-римська боротьба, понад 100 кг | Золото |
| Чемпіонат світу з боротьби 1974 | Болгарія | греко-римська боротьба, понад 100 кг | Золото |
| Чемпіонат світу з боротьби 1975 | Болгарія | греко-римська боротьба, понад 100 кг | Золото |
| Чемпіонат світу з боротьби 1979 | Болгарія | греко-римська боротьба, понад 100 кг | Золото |

### Виступи на Чемпіонатах Європи
| Змагання                         | Збірна   | Вагова категорія                     | Місце  |
| -------------------------------- | -------- | ------------------------------------ | ------ |
| Чемпіонат Європи з боротьби 1970 | Болгарія | греко-римська боротьба, понад 100 кг | Бронза |
| Чемпіонат Європи з боротьби 1972 | Болгарія | греко-римська боротьба, понад 100 кг | Золото |
| Чемпіонат Європи з боротьби 1973 | Болгарія | греко-римська боротьба, понад 100 кг | Золото |
| Чемпіонат Європи з боротьби 1974 | Болгарія | греко-римська боротьба, понад 100 кг | Срібло |
| Чемпіонат Європи з боротьби 1976 | Болгарія | греко-римська боротьба, понад 100 кг | Золото |
| Чемпіонат Європи з боротьби 1978 | Болгарія | греко-римська боротьба, понад 100 кг | Срібло |
| Чемпіонат Європи з боротьби 1979 | Болгарія | греко-римська боротьба, понад 100 кг | Золото |
| Чемпіонат Європи з боротьби 1984 | Болгарія | греко-римська боротьба, понад 100 кг | Золото |

### Виступи на інших змаганнях
| Змагання                           | Збірна   | Вагова категорія                    | Місце  |
| ---------------------------------- | -------- | ----------------------------------- | ------ |
| Балканські ігри 1968               | Болгарія | греко-римська боротьба, понад 97 кг | Золото |
| Гран-прі Німеччини з боротьби 1975 | Болгарія | греко-римська боротьба, до 130 кг   | Золото |
| Літня Універсіада 1977             | Болгарія | греко-римська боротьба, до 130 кг   | Золото |